# Museo archeologico di Gaziantep
Il Museo Archeologico di Gaziantep (in turco Gaziantep Arkeoloji Müzesi) è un museo archeologico situato nella città di Gaziantep, in Turchia. Ha ospitato per alcuni anni una collezione di mosaici, la maggior parte dei quali sono stati scavati dal sito dell'antica città romana di Zeugma. Un nuovo museo, il Museo dei Mosaici di Zeugma, li ospita ora. Dopo una revisione delle esposizioni, il museo espone attualmente una bella collezione di reperti della regione, ben organizzati e spiegati. Le mostre includono una collezione di manufatti paleolitici; elementi di una necropoli dell'età del bronzo; Opere e oggetti in vetro ittiti, Urartu, romani, ellenistici e commageni; Monete e medaglioni ottomani e islamici; e lo scheletro di un mammut. Annesso al museo è un giardino contenente un lapidarium, tra cui lapidi pagane di Zeugma, lapidi cristiane e statue ittite.

## Storia
La storia dei lavori dell'istituzione museale si basa sul lavoro di Sabahat Göğüş, uno dei primi archeologi della Turcha moderna, nel 1944. Nel 1969, con l'esposizione e la sistemazione del Museo Archeologico in via İstasyon, il museo è stato aperto al pubblico trasferendo le opere inizialmente esposte nella Moschea Nuri Mehmet Paşa.
I mosaici recuperati dalla città antica di Zeugma sono stati anche esposti per un po' nel Museo Archeologico. Nel 2005 è stato inaugurato il padiglione aggiuntivo del Museo Archeologico di Gaziatep. Tuttavia, lo spazio espositivo divento insufficiente e si decise di costruire il Museo dei Mosaici di Zeugma, dove i mosaici sono stati spostati nel 2011. Dopo lo spostamento dei mosaici di Zeugma, il Museo Archeologico di Gaziantep è stato riprogettato e riaperto il 18 maggio 2017 ampliando le aree espositive. Oggi le unità espositive del museo dal Paleolitico Inferiore al Periodo Repubblicano iniziano dal piano terra e si estendono al Periodo Repubblicano secondo l'ordine storico.

## Galleria d'immagini

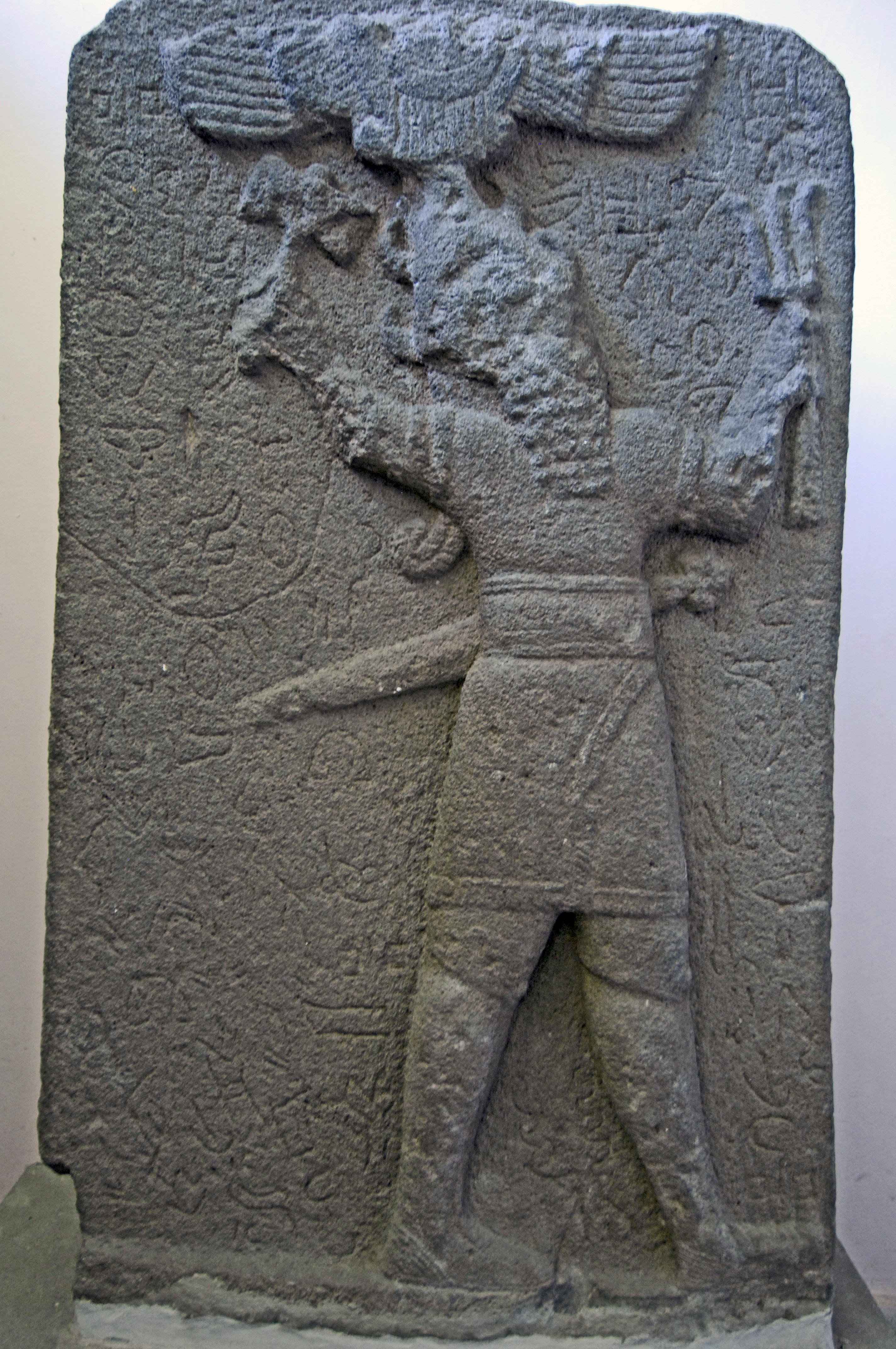
Stele Ittita
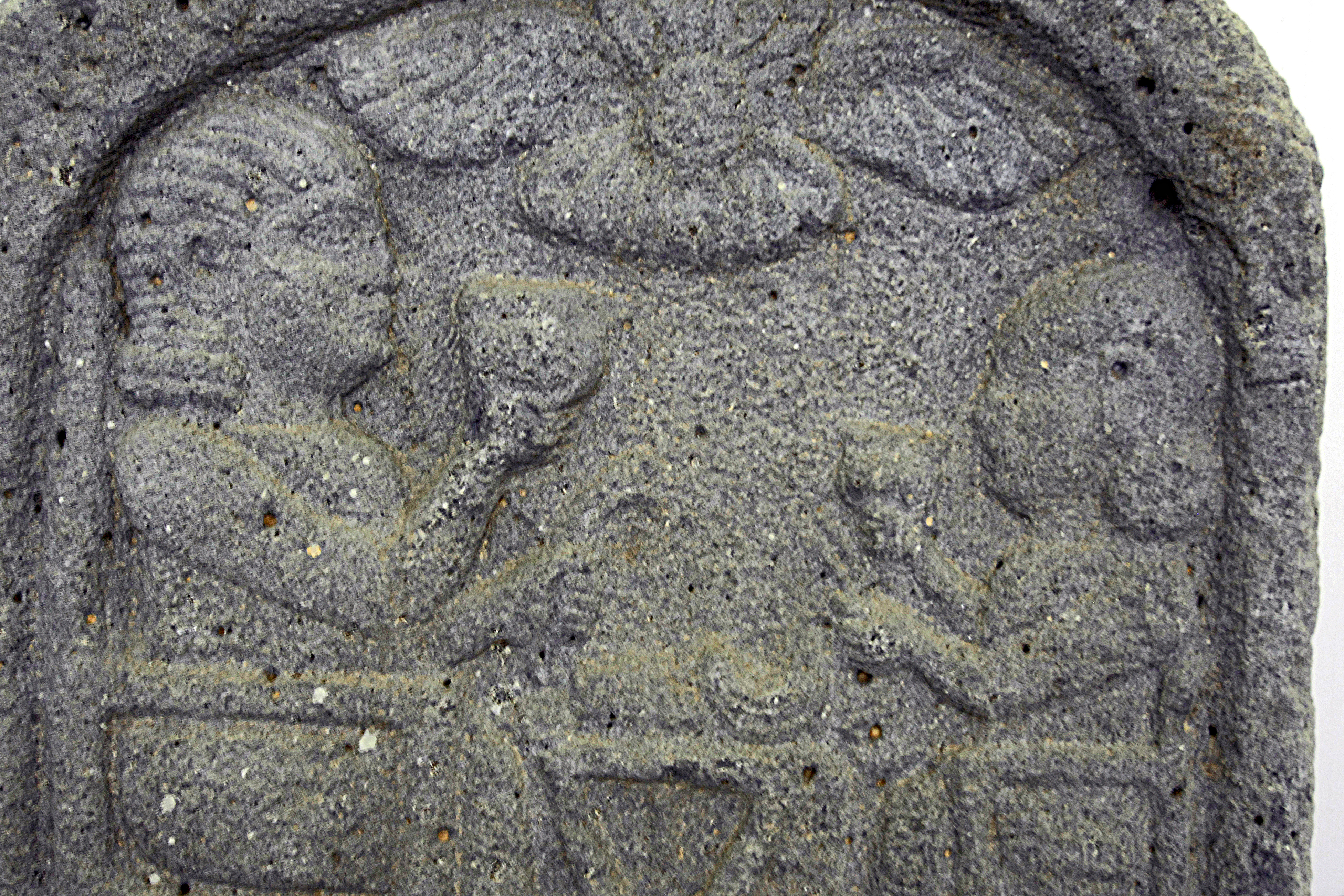
Banchetto arameo
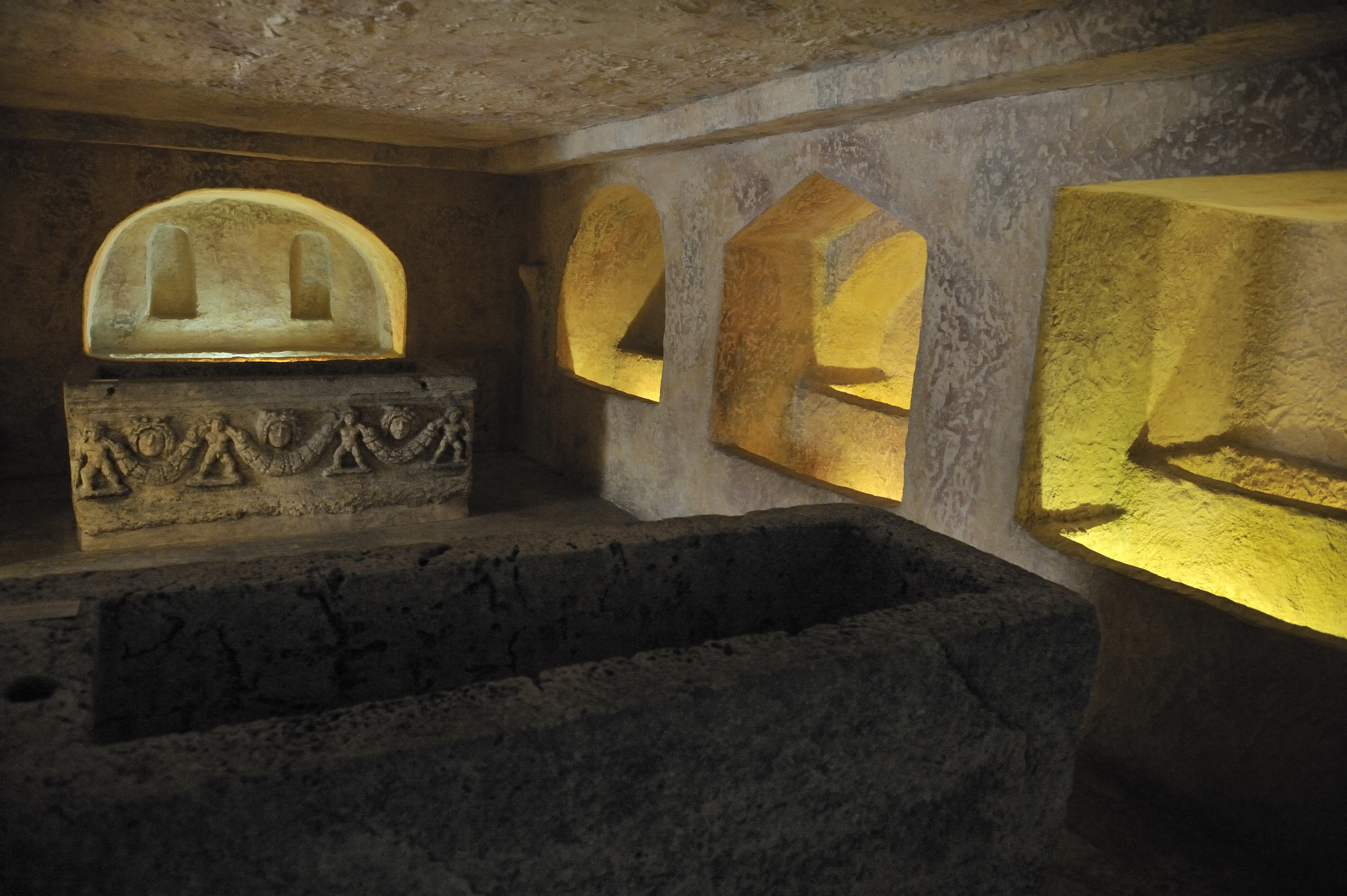
Riproduzione di un sepolcro
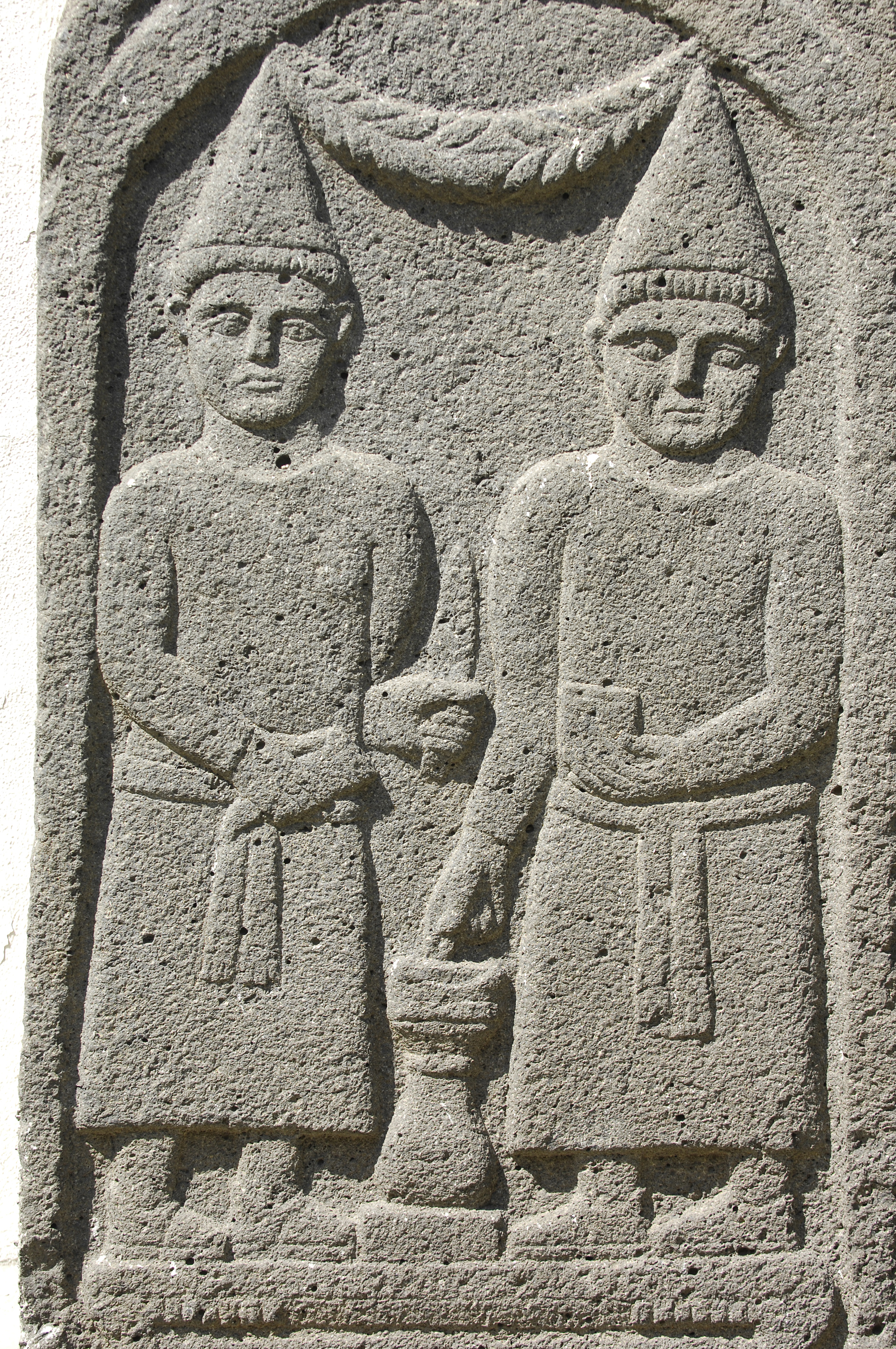
Sacerdoti
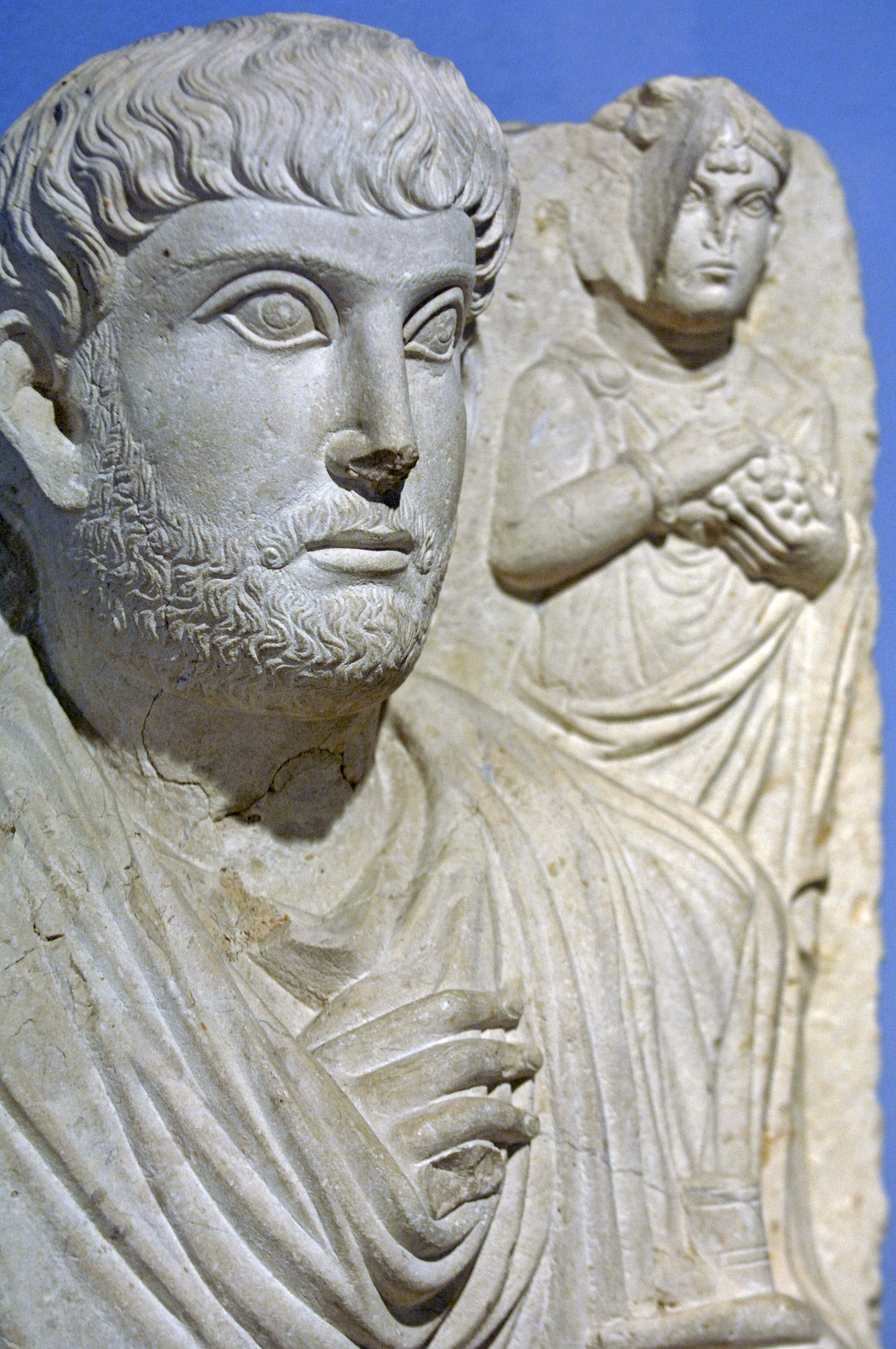
Figura per sepolcro in stile palmireno
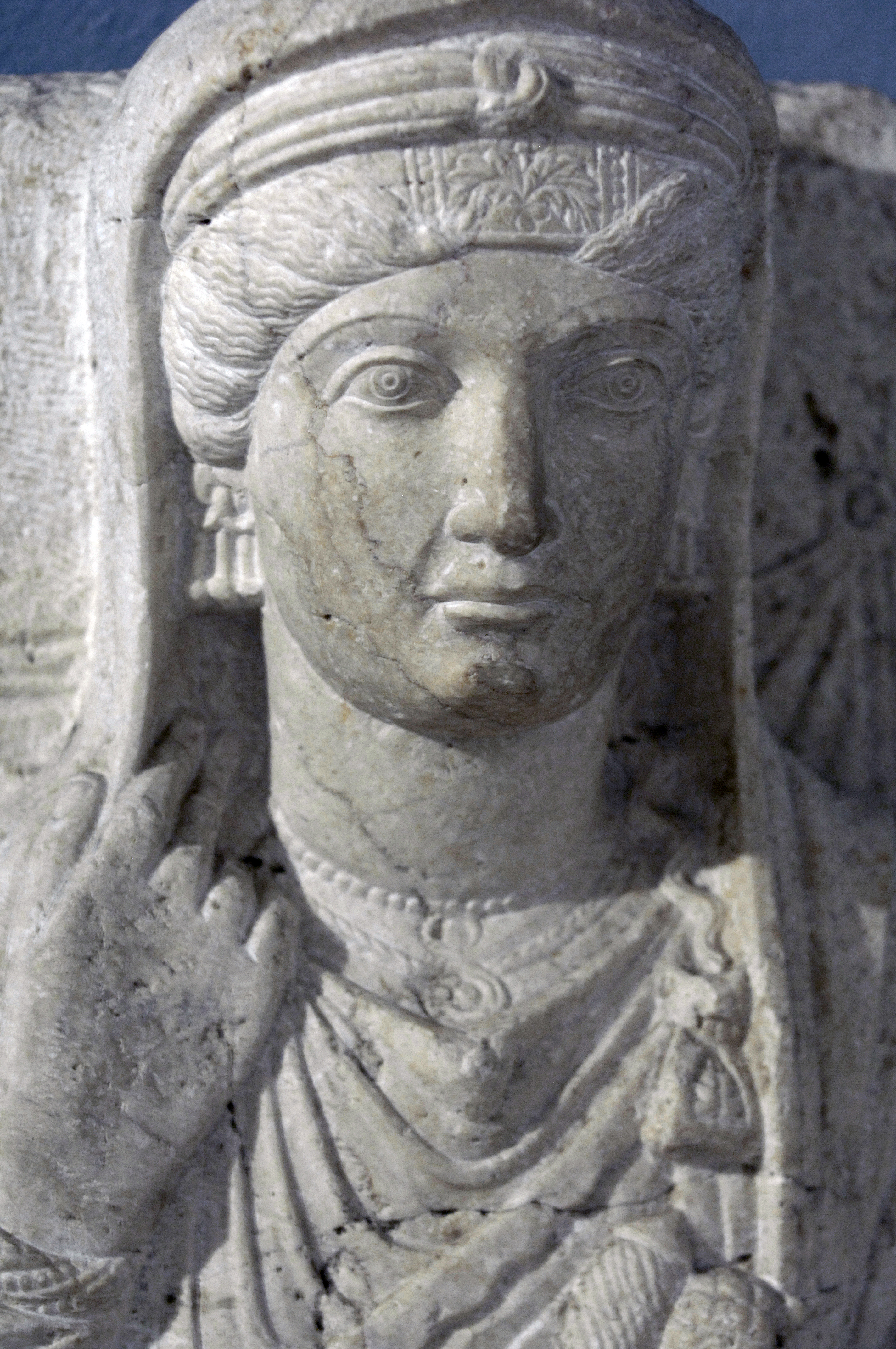
Figura per sepolcro in stile palmireno
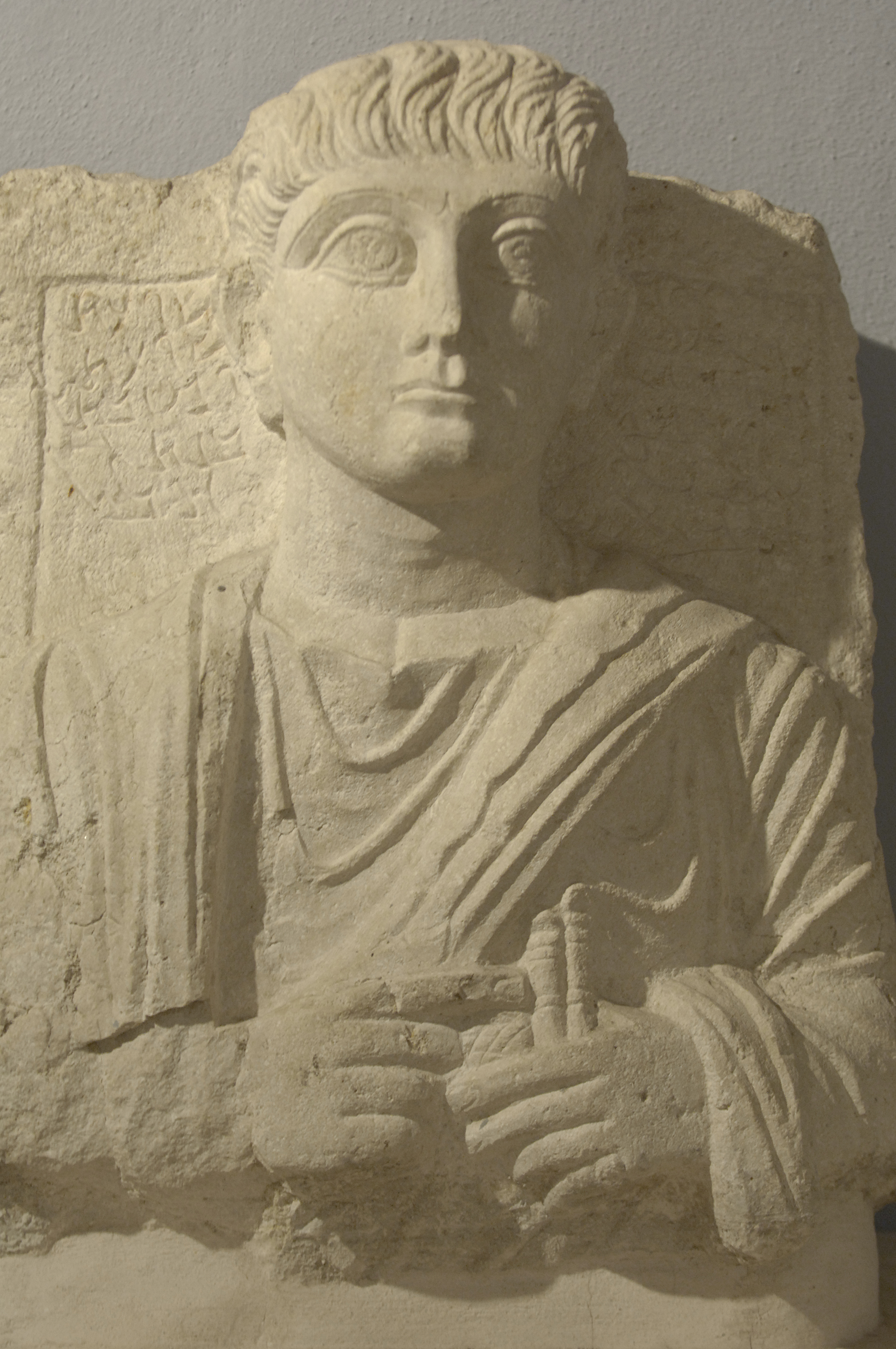
Figura per sepolcro in stile palmireno